# Potik, Boureni
Potik (în ucraineană Потік) este un sat în comuna Bukoveț din raionul Boureni, regiunea Transcarpatia, Ucraina.

## Demografie
Componența lingvistică a localității Potik
     Ucraineană (99,32%)
     Alte limbi (0,68%)
Conform recensământului din 2001, majoritatea populației localității Potik era vorbitoare de ucraineană (99,32%), existând în minoritate și vorbitori de alte limbi.